# Alypia mariposa
Alypia mariposa là một loài bướm đêm trong họ Noctuidae.